# Ranitomeya benedicta
Ranitomeya benedicta är en groddjursart som beskrevs av Brown, Twomey, Pepper och Sanchez-Rodriguez 2008. Ranitomeya benedicta ingår i släktet Ranitomeya och familjen pilgiftsgrodor. IUCN kategoriserar arten globalt som sårbar. Inga underarter finns listade i Catalogue of Life.